# Sigillaria

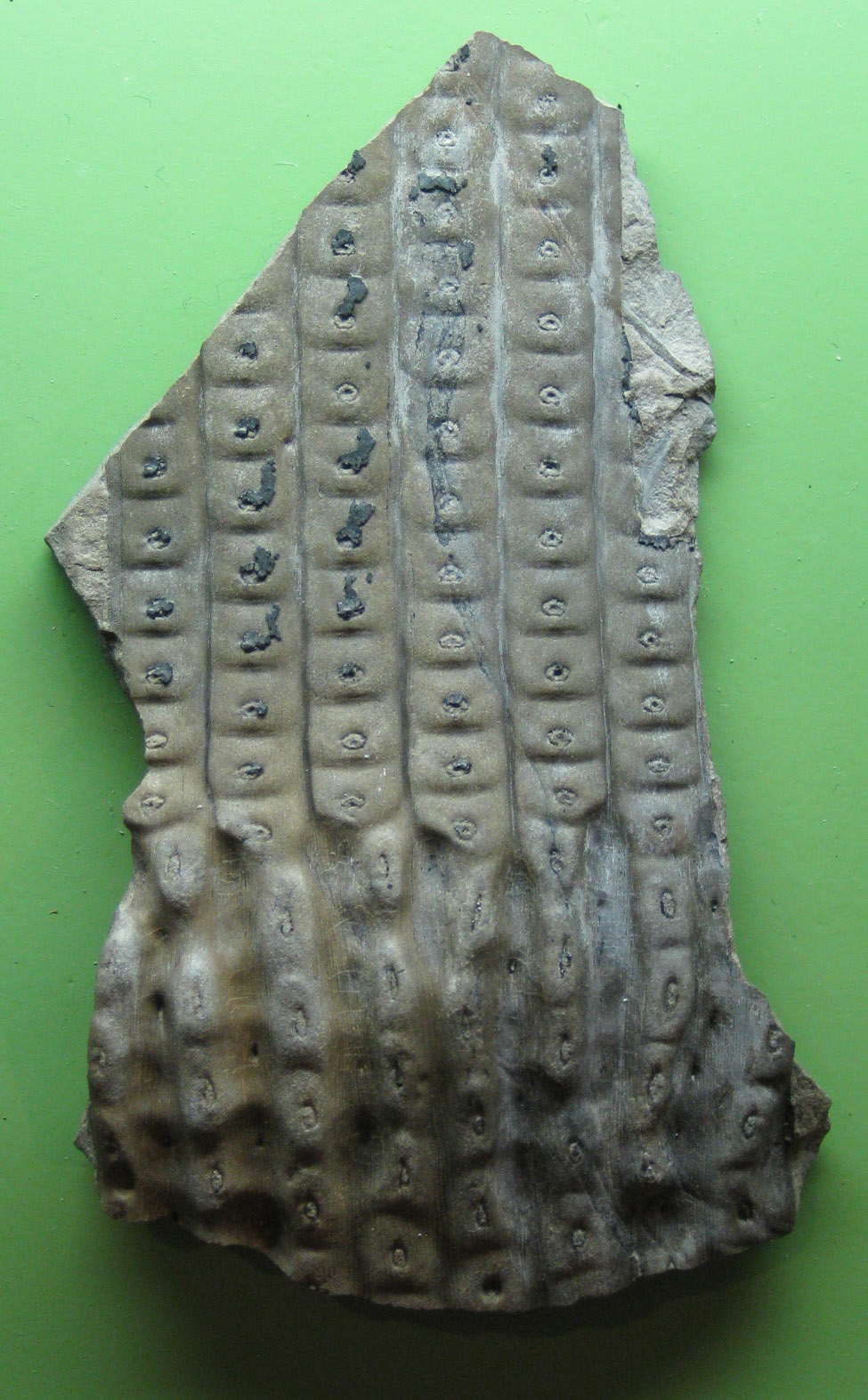
Cicatrices foliares de Sigillaria.

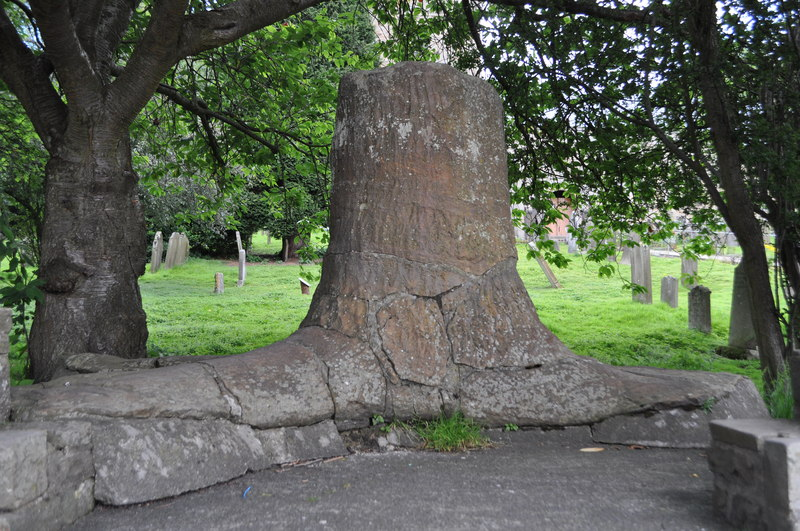
Sistema radicular de Sigillaria.

Sigillaria Brongniart, 1822 es un género de Lycophyta de porte arbóreo conocido a partir de sus restos fósiles del periodo Carbonífero. A pesar de su porte, hasta 30 metros de altura, estas plantas no poseían auténtica madera sino que el tronco era herbáceo. 
Morfológicamente estaba formada por un fuste erecto que como mucho ramificaba dicótomamente dos veces y un amplio sistema de raíces horizontales. En la superficie del tronco y de las ramificaciones aparecían tanto las estructuras fotosintéticas, unos micrófilos lineares, como las reproductivas, unos estróbilos portadores de esporangios productores de micro y macrosporas. Tanto los micrófilos como los estróbilos permanecían unidos a los ejes tan solo en sus zonas más jóvenes perdiéndose en las más viejas y dejando unas características cicatrices foliares en ellos.

## Morfología
Varias especies del género Sigillaria alcanzan los 30 metros de altura y más de un metro de diámetro en su base. Por lo que muestran los restos fósiles más completos este tronco o bien no ramifica, acabando en un domo con micrófilos, o bien ramifica dicótomamente una o dos veces dando como resultado hasta cuatro ramas erectas de igual grosor y longitud. El cilindro vascular de las especies de Sigillaria era una protostela medulada rodeada por una capa de parénquima y xilema primario de maduración exarca cuyo grosor decrece desde la base hasta el ápice.
En la superficie tanto del tronco como de las ramificaciones se desarrollan unas hojas o micrófilos aciculares o lineares, más grandes en general que las de otros representantes de Lepidodendrales, que en el caso de Sigillariophyllum lepidodendrifolium llegan a alcanzar hasta un metro de longitud. Los micrófilos poseen una o dos venas centrales flanqueadas por sendas bandas de estomas en su cara abaxial y una lígula en su zona superior. Aquellos fósiles de hojas que presentan una única vena son nombrados genéricamente como Cyperites, las hojas con dos venas en las que no se observa la estructura interna se llaman Sigillariophyllum y aquellas en las que sí se observa la estructura interna se llaman Sigillariopsis.
Las hojas son decíduas, esto es que se desprenden con la madurez quedando unidas al tronco y ramificaciones únicamente en sus zonas más jóvenes. La abscisión de los micrófilos de tronco y ramificaciones deja una característica cicatriz en la corteza que, a diferencia de Lepidodendron y Lepidophloios, era hexagonal, redondeada u oval. El patrón de inserción de las hojas y por tanto el de las cicatrices foliares es circular y raramente helicoidal. Los fósiles conocidos pueden presentar o no bandas de tejido cortical entre los diferentes verticilos de cicatrices agrupándose tradicionalmente los primeros en el subgénero Eusigillaria y los segundos en Subsigillaria. Esta división está hoy obsoleta debido a que se conoce la presencia de ambos tipos de patrones de cicatrices en un mismo individuo por lo que deben corresponderse a diferentes etapas de crecimiento o maduración.
La reproducción sexual de Sigillaria se realiza mediante la producción de megasporas y microsporas en esporofilos. Los esporofilos de este género se encuentran agrupados en estróbilos de tamaños variables y unisexuales encontrándose estructuras masculinas productoras de microsporangios y femeninas productoras de megasporangios en el mismo pie de planta. En el caso de Sigillaria approximata el estróbilo, conocido como Mazocarpon oedipternum, alcanza los 10 cm de longitud y 12 mm de diámetro y crece unidos lateralmente y mediante un corto pedúnculo a las ramificaciones. Dado que este género únicamente presentaba dos o cuatro ramificaciones, cuando no ninguna, la organización de los estróbilos es diferente al resto de Lepidodendrales. Así los estróbilos se desarrollan por vueltas en las zonas bajas de las ramas y se alternan con vueltas de micrófilos dando apariencia de formar varios verticilos de estructuras reproductivas.
El sistema radicular es similar al presente en el resto de Lepidodendrales pero mientras en Lepidodendron y Lepidophloios las raíces se corresponden con las que muestra la especie Stigmaria ficoides en Sigillaria era Stigmaria bacupensis, especie que presenta una mayor cantidad de células secretoras y un xilema secundario más estrecho y con traqueidas de menor tamaño. Así, las raíces de Sigillaria se desarrollaban horizontalmente en el sustrato y se dividían dicótomamente varias veces. Tal como ocurre en la parte aérea de la planta las raíces tienen estructuras similares a hojas en su superficie que se pierden en las zonas más viejas dejando cicatrices en la corteza.